# Phân cấp hành chính México
Liên bang México hiện nay được tạo nên bởi sự liên minh giữa 32 thực thể liên bang. Các thực thể liên bang lại chia thành các hạt (municipios) hoặc khu hành chính (delegaciones).

## Các thực thể liên bang
Các thực thể liên bang có thể coi là cấp hành chính địa phương thứ nhất ở México. Các thực thể này bao gồm 31 bang (tiếng Tây Ban Nha: estado) và Thành phố México là 1 quận liên bang (distrito federal).
Sau đây là danh sách các thực thể liên bang:

| STT | Bang                | Cờ | Thủ phủ                   | Thành phố lớn nhất        | Diện tích                  | Dân số (2009) | Bang thứ (theo ngày gia nhập liên bang) | Ngày gia nhập liên bang   |
| --- | ------------------- | -- | ------------------------- | ------------------------- | -------------------------- | ------------- | --------------------------------------- | ------------------------- |
| 1   | Aguascalientes      |    | Aguascalientes            | Aguascalientes            | 5.618 km² (2.169,1 mi²)    | 1.135.016     | 24                                      | 05-02-1857                |
| 2   | Baja California     |    | Mexicali                  | Tijuana                   | 71.446 km² (27.585,5 mi²)  | 3.122.408     | 29                                      | 16-01-1952                |
| 3   | Baja California Sur |    | La Paz                    | La Paz                    | 73.922 km² (28.541,4 mi²)  | 558.425       | 31                                      | 08-10-1974                |
| 4   | Campeche            |    | San Francisco de Campeche | San Francisco de Campeche | 57.924 km² (22.364,6 mi²)  | 791.322       | 25                                      | 29-04-1863                |
| 5   | Chiapas             |    | Tuxtla Gutiérrez          | Tuxtla Gutiérrez          | 73.289 km² (28.297 mi²)    | 4.483.886     | 19                                      | ngày 14 tháng 9 năm 1824  |
| 6   | Chihuahua           |    | Chihuahua                 | Ciudad Juárez             | 247.455 km² (95.542,9 mi²) | 3.376.062     | 18                                      | ngày 6 tháng 7 năm 1824   |
| 7   | Coahuila            |    | Saltillo                  | Torreón                   | 151.563 km² (58.518,8 mi²) | 2.615.574     | 16                                      | ngày 7 tháng 5 năm 1824   |
| 8   | Colima              |    | Colima                    | Manzanillo                | 5.625 km² (2.171,8 mi²)    | 597.043       | 23                                      | ngày 9 tháng 12 năm 1856  |
| 9   | Durango             |    | Victoria de Durango       | Victoria de Durango       | 123.451 km² (47.664,7 mi²) | 1.547.597     | 17                                      | ngày 22 tháng 5 năm 1824  |
| 10  | Guanajuato          |    | Guanajuato                | León                      | 30.608 km² (11.817,8 mi²)  | 5.033.276     | 2                                       | ngày 20 tháng 12 năm 1823 |
| 11  | Guerrero            |    | Chilpancingo de los Bravo | Acapulco de Juárez        | 63.621 km² (24.564,2 mi²)  | 3.143.292     | 21                                      | ngày 27 tháng 10 năm 1849 |
| 12  | Hidalgo             |    | Pachuca de Soto           | Pachuca de Soto           | 20.846 km² (8.048,7 mi²)   | 2.415.461     | 26                                      | ngày 16 tháng 1 năm 1869  |
| 13  | Jalisco             |    | Guadalajara               | Guadalajara               | 78.599 km² (30.347,2 mi²)  | 6.989.304     | 9                                       | ngày 23 tháng 12 năm 1823 |
| 14  | México              |    | Toluca de Lerdo           | Ecatepec de Morelos       | 22.357 km² (8.632,1 mi²)   | 14.739.060    | 1                                       | ngày 20 tháng 12 năm 1823 |
| 15  | Michoacán           |    | Morelia                   | Morelia                   | 58.643 km² (22.642,2 mi²)  | 3.971.225     | 5                                       | ngày 22 tháng 12 năm 1823 |
| 16  | Morelos             |    | Cuernavaca                | Cuernavaca                | 4.893 km² (1.889,2 mi²)    | 1.668.343     | 27                                      | ngày 17 tháng 4 năm 1869  |
| 17  | Nayarit             |    | Tepic                     | Tepic                     | 27.815 km² (10.739,4 mi²)  | 968.257       | 28                                      | ngày 26 tháng 1 năm 1917  |
| 18  | Nuevo León          |    | Monterrey                 | Monterrey                 | 64.220 km² (24.795,5 mi²)  | 4.420.909     | 15                                      | ngày 7 tháng 5 năm 1824   |
| 19  | Oaxaca              |    | Oaxaca de Juárez          | Oaxaca de Juárez          | 93.793 km² (36.213,7 mi²)  | 3.551.710     | 3                                       | ngày 21 tháng 12 năm 1823 |
| 20  | Puebla              |    | Puebla de Zaragoza        | Puebla de Zaragoza        | 34.290 km² (13.239,4 mi²)  | 5.624.104     | 4                                       | ngày 21 tháng 12 năm 1823 |
| 21  | Querétaro           |    | Santiago de Querétaro     | Santiago de Querétaro     | 11.684 km² (4.511,2 mi²)   | 1.705.267     | 11                                      | ngày 23 tháng 12 năm 1823 |
| 22  | Quintana Roo        |    | Chetumal                  | Cancún                    | 42.361 km² (16.355,7 mi²)  | 1.290.323     | 30                                      | ngày 8 tháng 10 năm 1974  |
| 23  | San Luis Potosí     |    | San Luis Potosí           | San Luis Potosí           | 60.983 km² (23.545,7 mi²)  | 2.479.450     | 6                                       | ngày 22 tháng 12 năm 1823 |
| 24  | Sinaloa             |    | Culiacán Rosales          | Culiacán Rosales          | 57.377 km² (22.153,4 mi²)  | 2.650.499     | 20                                      | ngày 14 tháng 10 năm 1830 |
| 25  | Sonora              |    | Hermosillo                | Hermosillo                | 179.503 km² (69.306,5 mi²) | 2.499.263     | 12                                      | ngày 10 tháng 1 năm 1824  |
| 26  | Tabasco             |    | Villahermosa              | Villahermosa              | 24.738 km² (9.551,4 mi²)   | 2.045.294     | 13                                      | ngày 7 tháng 2 năm 1824   |
| 27  | Tamaulipas          |    | Ciudad Victoria           | Reynosa                   | 80.175 km² (30.955,7 mi²)  | 3.174.134     | 14                                      | ngày 7 tháng 2 năm 1824   |
| 28  | Tlaxcala            |    | Tlaxcala de Xicohténcatl  | Vicente Guerrero          | 3.991 km² (1.540,9 mi²)    | 1.127.331     | 22                                      | ngày 9 tháng 12 năm 1856  |
| 29  | Veracruz            |    | Xalapa-Enríquez           | Veracruz                  | 71.820 km² (27.729,9 mi²)  | 7.270.413     | 7                                       | ngày 22 tháng 12 năm 1823 |
| 30  | Yucatán             |    | Mérida                    | Mérida                    | 39.612 km² (15.294,3 mi²)  | 1.909.965     | 8                                       | ngày 23 tháng 12 năm 1823 |
| 31  | Zacatecas           |    | Zacatecas                 | Fresnillo                 | 75.539 km² (29.165,8 mi²)  | 1.380.633     | 10                                      | ngày 23 tháng 12 năm 1823 |

| STT | Tên                               | Cờ | Diện tích               | Dân số (2009) | Ngày thành lập |
| --- | --------------------------------- | -- | ----------------------- | ------------- | -------------- |
| 32  | Thành phố Mexico Ciudad de México |    | 1,485 km² (573.4 sq mi) | 8.720.916     | 18-11-1824     |

Các bang của México có quyền tự chủ với trung ương và độc lập với nhau. Bang có hệ thống luật pháp riêng của mình, có cả hiến pháp riêng (nhưng không mâu thuẫn với hiến pháp liên bang). Các bang tự bầu ra thống đốc bang và hội đồng bang. Trong quốc hội liên bang, mỗi bang sẽ có ba thượng nghị sĩ trong đó 2 người đại diện cho nhóm đa số của bang và 1 người đại diện cho nhóm thiểu số của bang.

## Các hạt
Hạt là cấp đơn vị hành chính địa phương thứ hai ở Mexico, dưới cấp bang. Hiện toàn Mexico có 2438 hạt, bình quân mỗi hạt có 45.616 nhân khẩu.
Mỗi hạt đều có quyền tự chủ về hành chính. Cử tri trong hạt bầu ra hạt trưởng (presidente municipal) làm người đứng đầu hội đồng hạt (ayuntamiento); hạt trưởng chỉ làm một nhiệm kỳ.
Xem thêm: Danh sách các hạt của Mexico theo bang.

## Các khu hành chính của quân liên bang
| Các khu hành chính của quận liên bang Thành phố Mexico |               |               |                 |
|                                                        |               |               |                 |
| Khu hành chính                                         | Dân số (2005) | Dân số (2009) | Diện tích (km²) |
| Álvaro Obregón                                         | 706567        | 720112        | 96              |
| Azcapotzalco                                           | 425298        | 418413        | 34              |
| Benito Juárez                                          | 355017        | 361966        | 27              |
| Coyoacán                                               | 628063        | 623672        | 54              |
| Cuajimalpa                                             | 173625        | 190259        | 71              |
| Cuauhtémoc                                             | 521348        | 531004        | 33              |
| Gustavo A. Madero                                      | 1193161       | 1168120       | 88              |
| Iztacalco                                              | 395025        | 386399        | 23              |
| Iztapalapa                                             | 1820888       | 1856515       | 113             |
| Magdalena Contreras                                    | 228927        | 234916        | 64              |
| Miguel Hidalgo                                         | 353534        | 357733        | 46              |
| Milpa Alta                                             | 115895        | 130518        | 288             |
| Tláhuac                                                | 344106        | 374728        | 86              |
| Tlalpan                                                | 607545        | 621674        | 312             |
| Venustiano Carranza                                    | 447459        | 438504        | 34              |
| Xochimilco                                             | 404458        | 427383        | 118             |
| Tổng cộng                                              | 8720916       | 8841916       | 1487            |